# Церковь Сан-Микеле-Висдомини
Сан-Микеле-Висдомини (итал. La chiesa San Michele Visdomini — Церковь Святого Михаила вице-епископа)— римско-католическая церковь, расположенная на площади Сан-Микеле Висдомини, в историческом центре Флоренции, столицы Тосканы, центральная Италия.

## История
Первоначально церковь Сан-Микеле была построена в XI веке знатным флорентийским семейством Висдомини примерно на том месте, где ныне находятся апсиды Флорентийского собора. Род Висдомини был тесно связан с флорентийской епархией, начиная с XI века его представители долгое время были заместителями епископа (лат. vicedominus), что впоследствии дало имя роду.
Первая церковь была снесена в 1363 году в связи со строительством нового флорентийского Собора. Возведение новой церкви на том месте, где она стоит теперь, было начато в 1364 году. Первый камень был заложен в присутствии епископа Фьезоле Андреа Корсини, впоследствии ставшего святым, на земле, предоставленной семьей Дель Паладжио. Храм, построенный в готическом стиле, с приходом монахов-целестинцев, служивших в нём с 1552 по 1782 год, был радикально перестроен по проекту Микеланджело Пачини при содействии Франческо Мазини.
Фасад церкви возведён в 1577—1590 годах по проекту флорентийского архитектора и скульптора Бартоломео Амманати. После завершения работ церковь пополнилась многими произведениями искусства, такими как алтари Поппи, Якопо да Эмполи и Доменико Пассиньяно (1593), в дополнение к алтарю капеллы Франческо Пуччи, шедевру Якопо Понтормо «Святое семейство со святыми», созданному ещё в 1518 году.
Мемориальная доска слева на фасаде церкви напоминает нам, что здесь был похоронен знаменитый художник Филиппино Липпи, живший неподалёку на Виа дельи Альфани:
| IN QUESTO LUOGO EBBE SEPOLTURA FILIPPINO LIPPI MORTO È IL DISEGNO OR CHE FILIPPO PARTE DA NOI. STRACCIATI IL CRIN, FLORA. PIANGI, ARNO. NON LAVORAR, PITTURA: TU FAI INDARNO CHE IL STIL HAI PERSO, E L’ENVENZIONE E L’ARTE (Giorgio Vasari) IL COMUNE DI FIRENZE NEL CINQUECENTESIMO ANNIVERSARIO DELLA MORTE 20 APRILE 2004 |

## Интерьер и произведения искусства церкви
Внутри церковь имеет один неф с боковыми алтарями и трансепт с двумя капеллами. В первом алтаре справа помещена картина «Рождество» Якопо да Эмполи (1618), далее следует алтарь со «Священным собеседованием» Якопо Понтормо, заказанный Франческо Пуччи и датированный 1518 годом. В третьей капелле находится картина «Милосердие святого Фомы из Вильянуовы» работы Агостино Верачини. Далее — многие другие произведения искусства: «Мадонна с Младенцем» Поппи, «Проповедь Иоанна Крестителя» Пассиньяно, «Рождество Марии» А. Чампелли, «Воскресение Христа» Франческо Брины. Сохранились остатки древних фресок и синопий, деревянное Распятие XIV века.

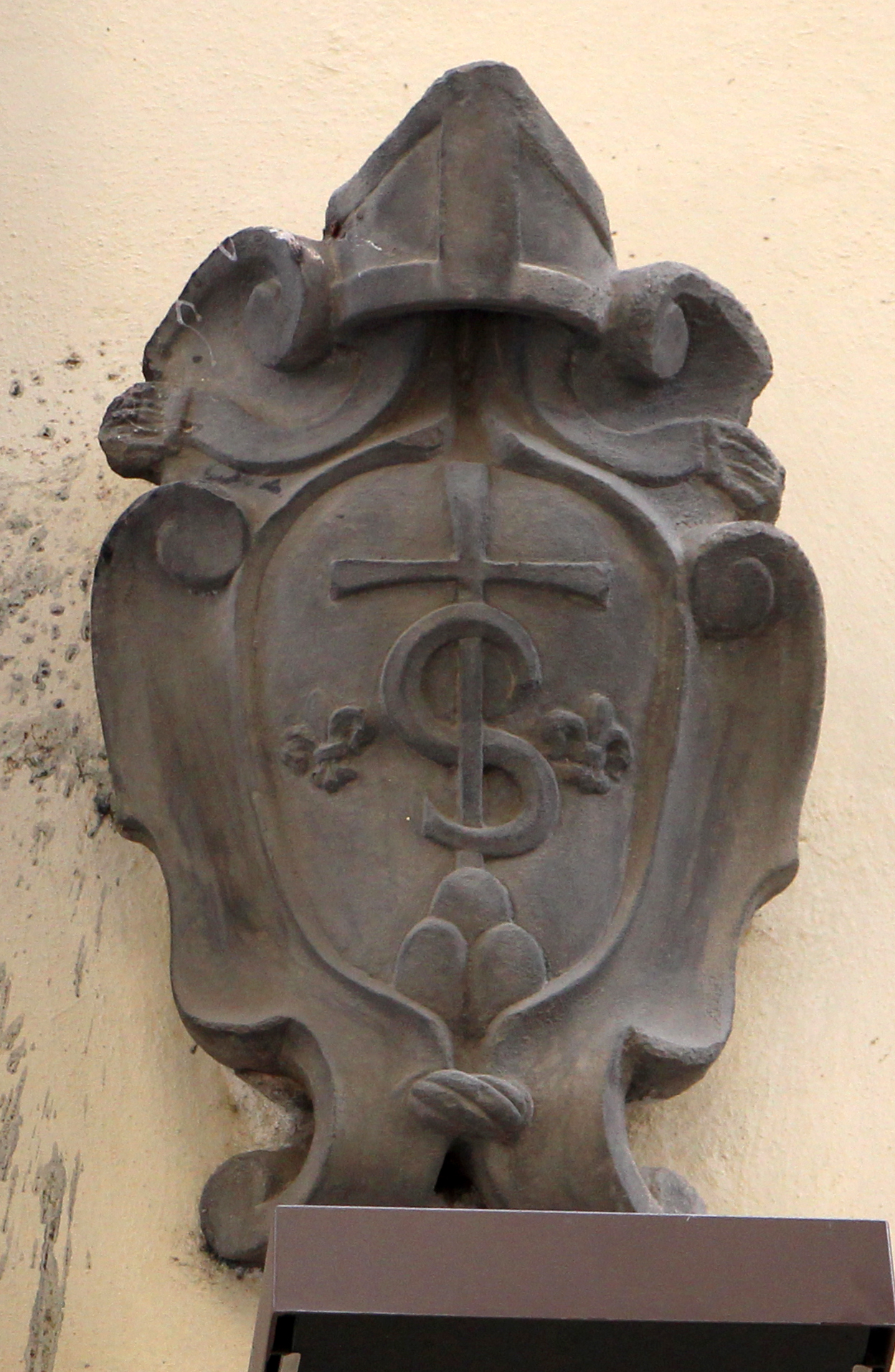
Стемма церкви Висдомини по Via dei servi 6
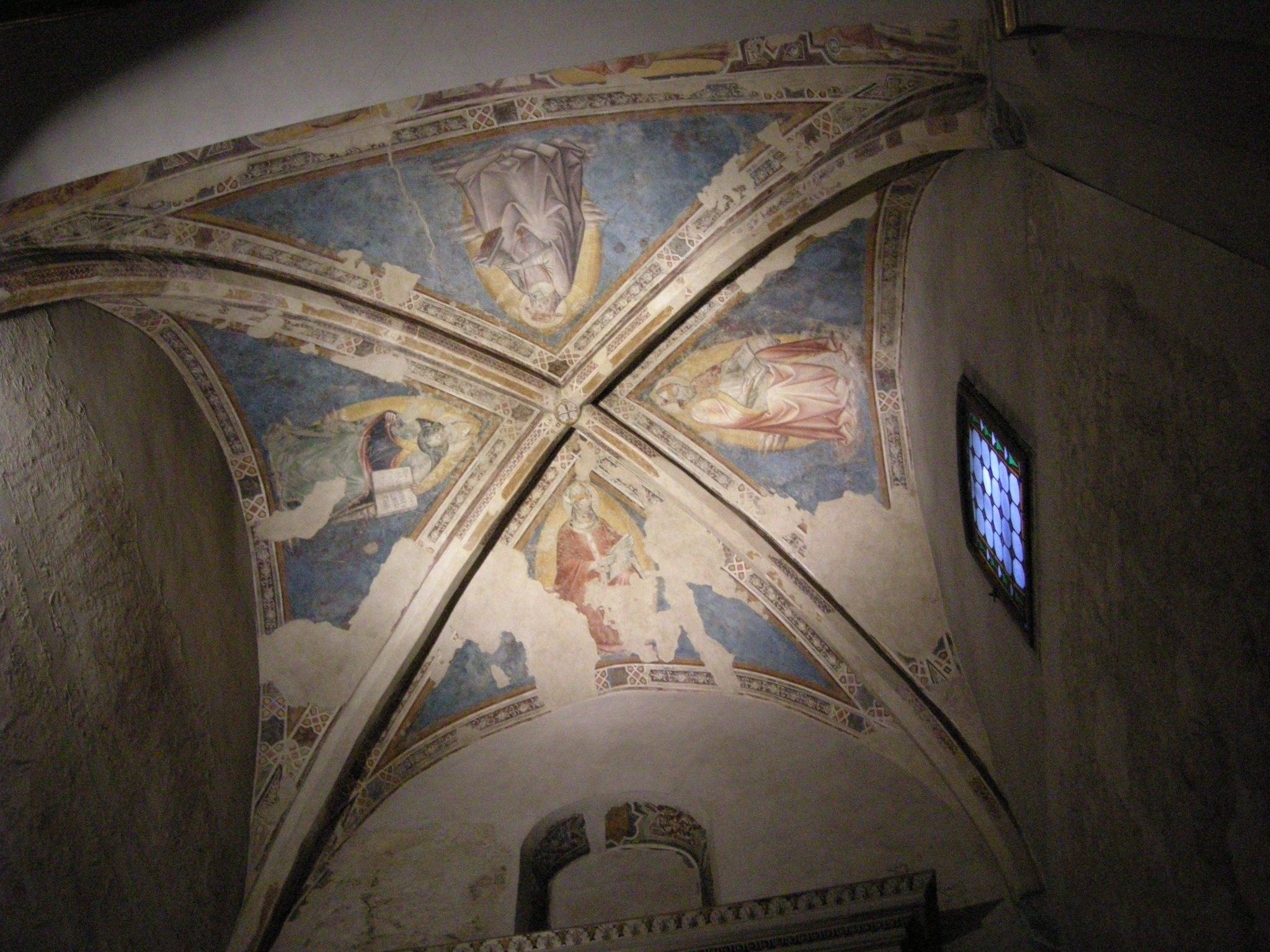
Остатки древних фресок
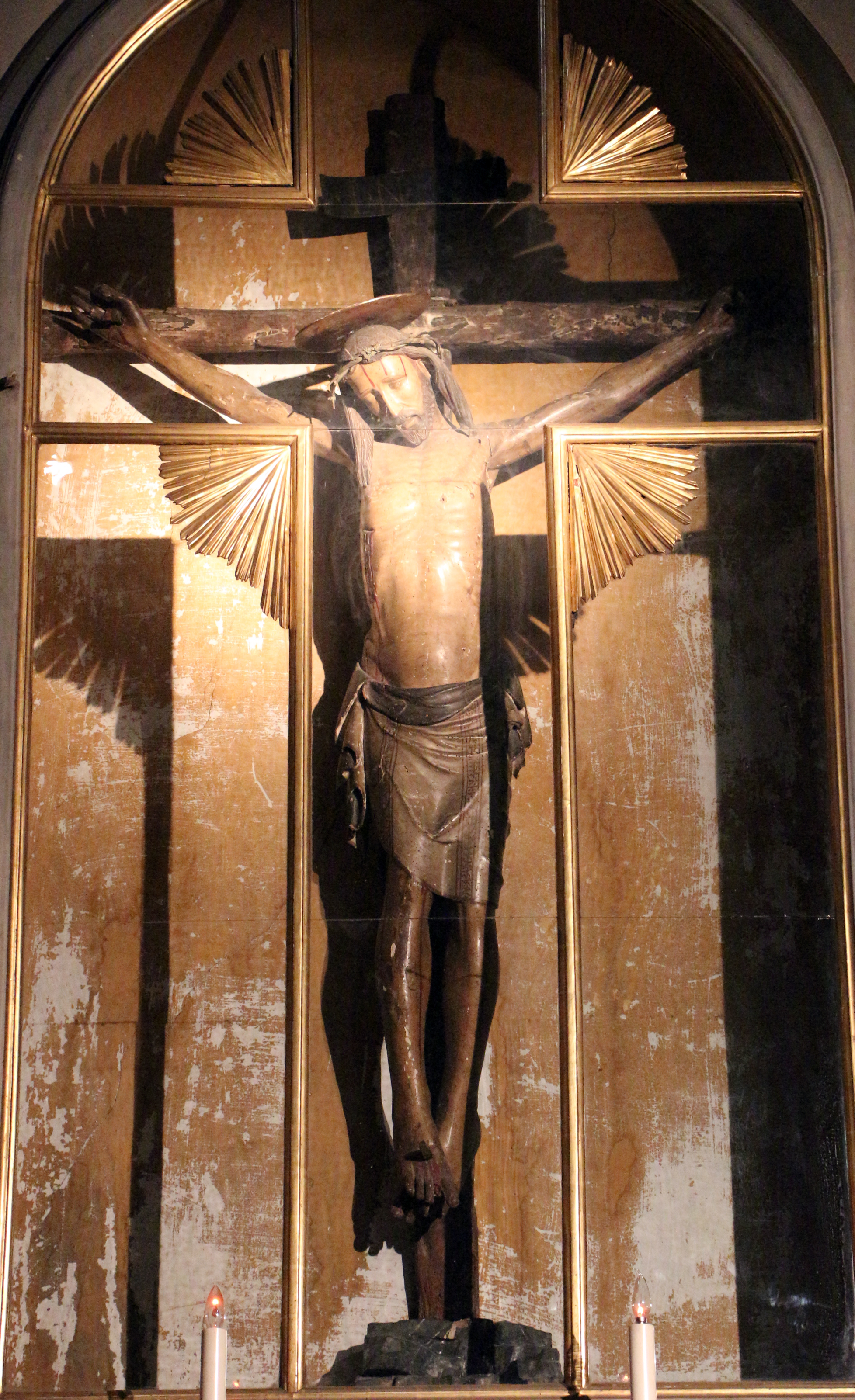
Распятие «бьянки». XIV в. Дерево
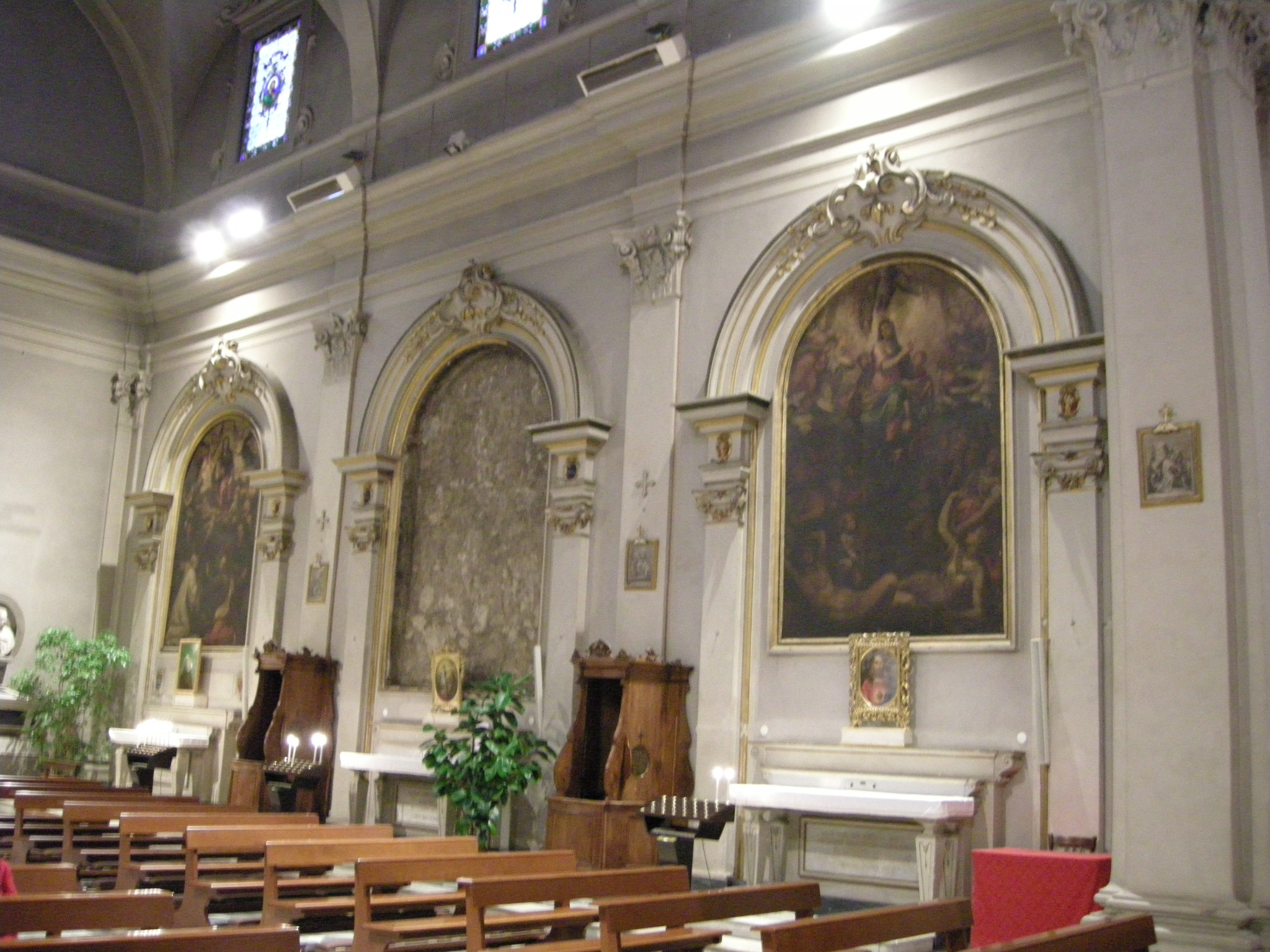
Картины нефа церкви
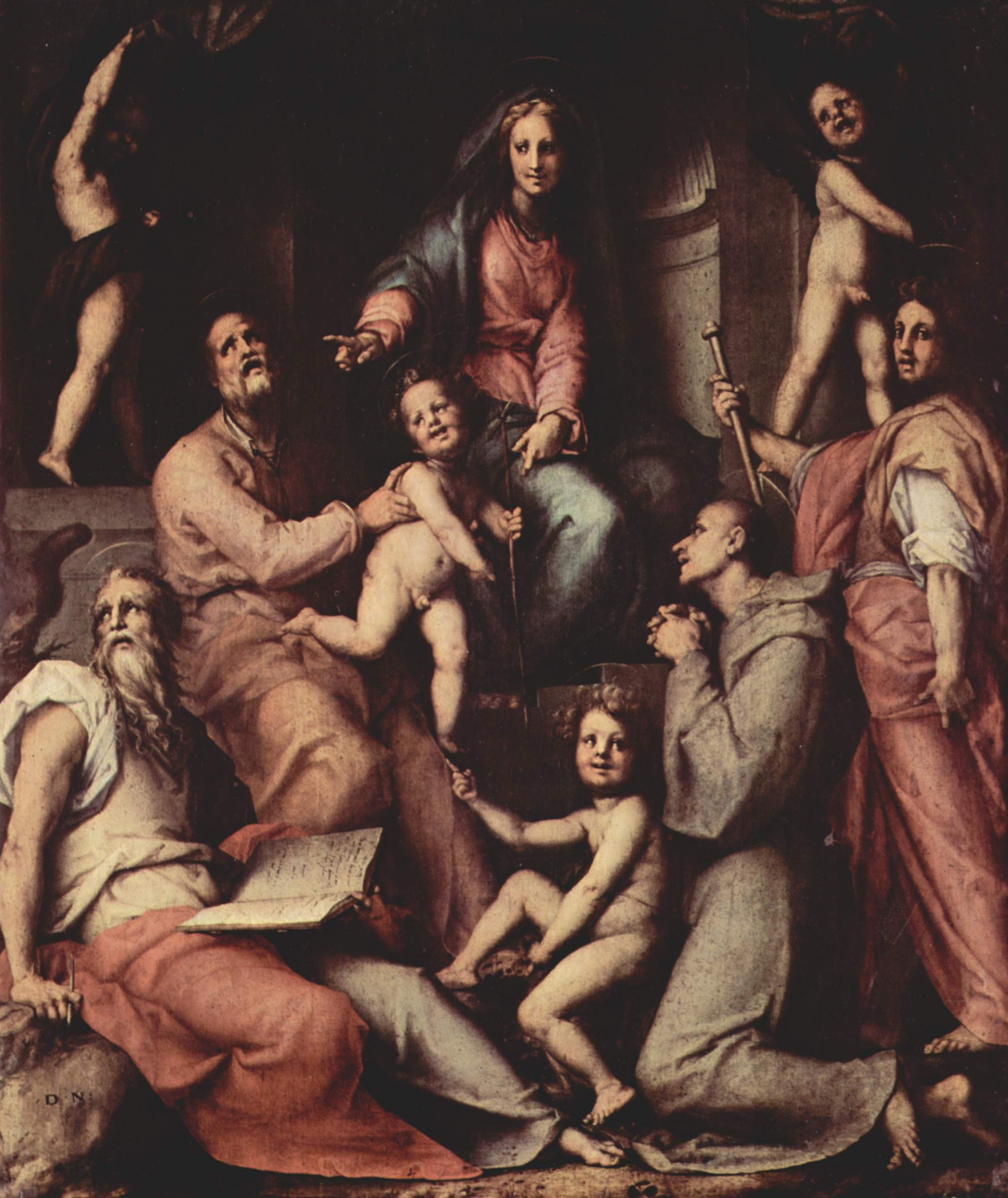
Я. Понтормо. Алтарь Пуччи. Мадонна с Младенцем и святыми. 1518. Дерево, масло
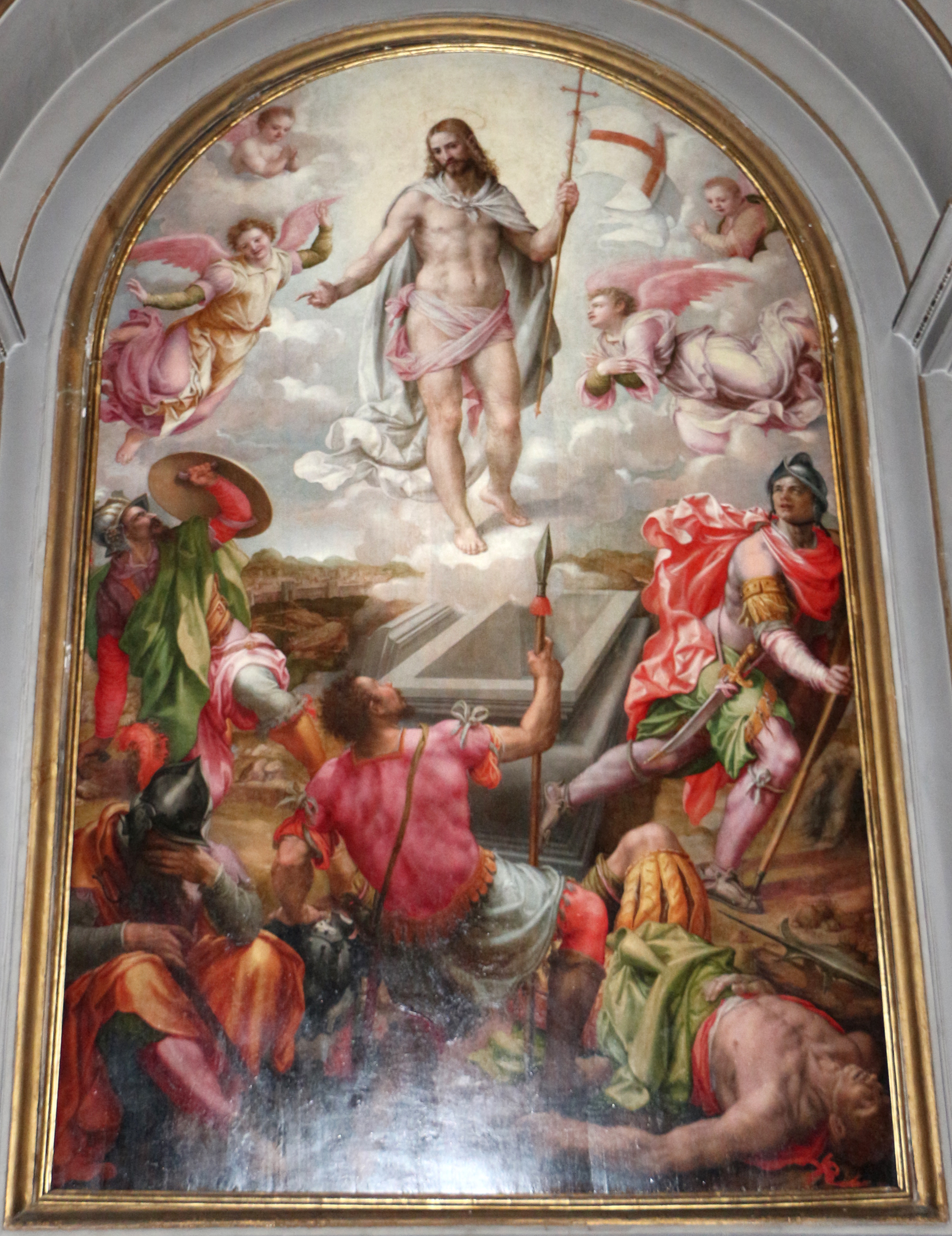
Ф. Брина. Воскресение Христа. 1570. Дерево, масло
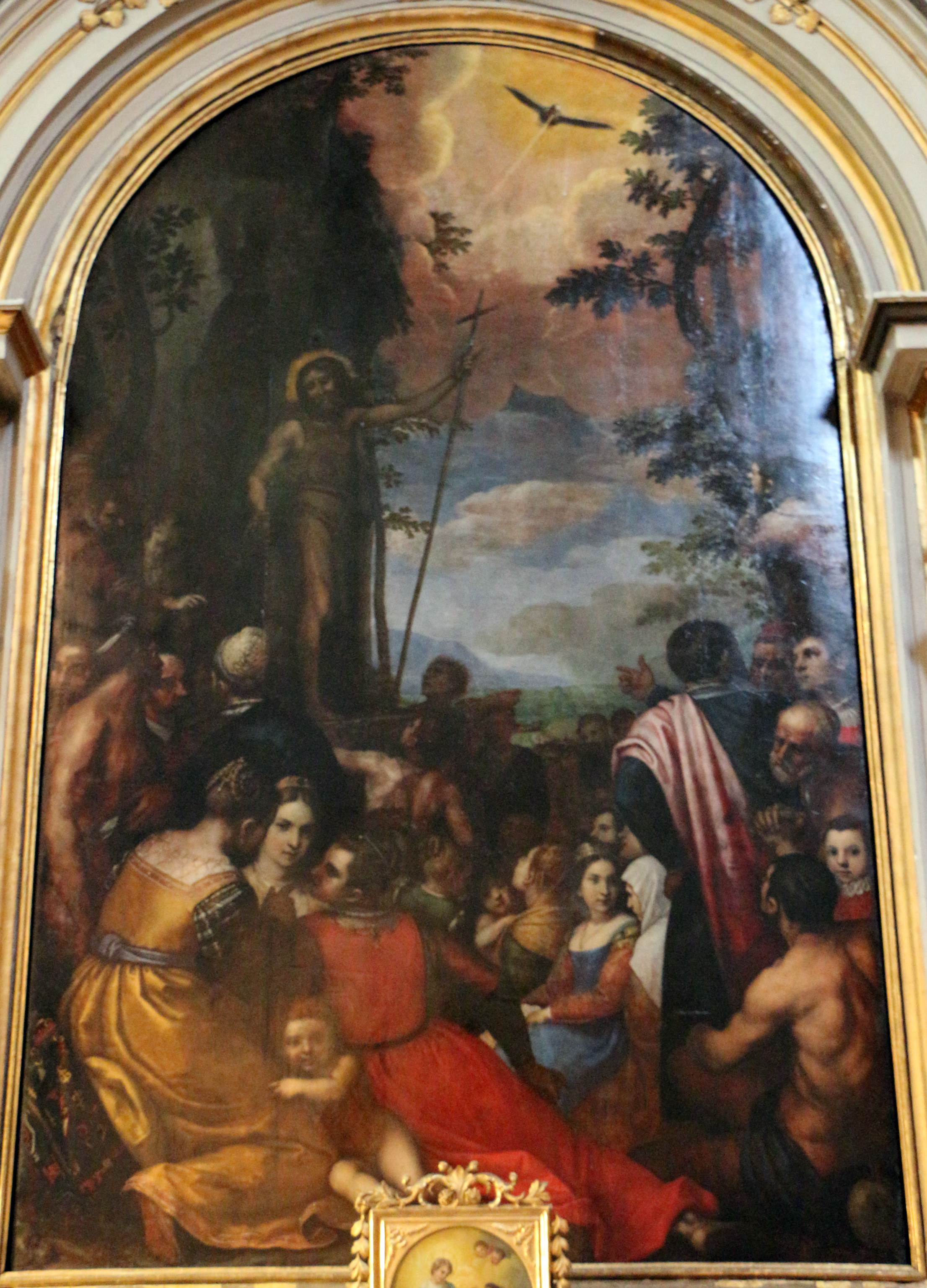
Д. Пассиньяно. Проповедь Иоанна Крестителя. 1593. Дерево, масло
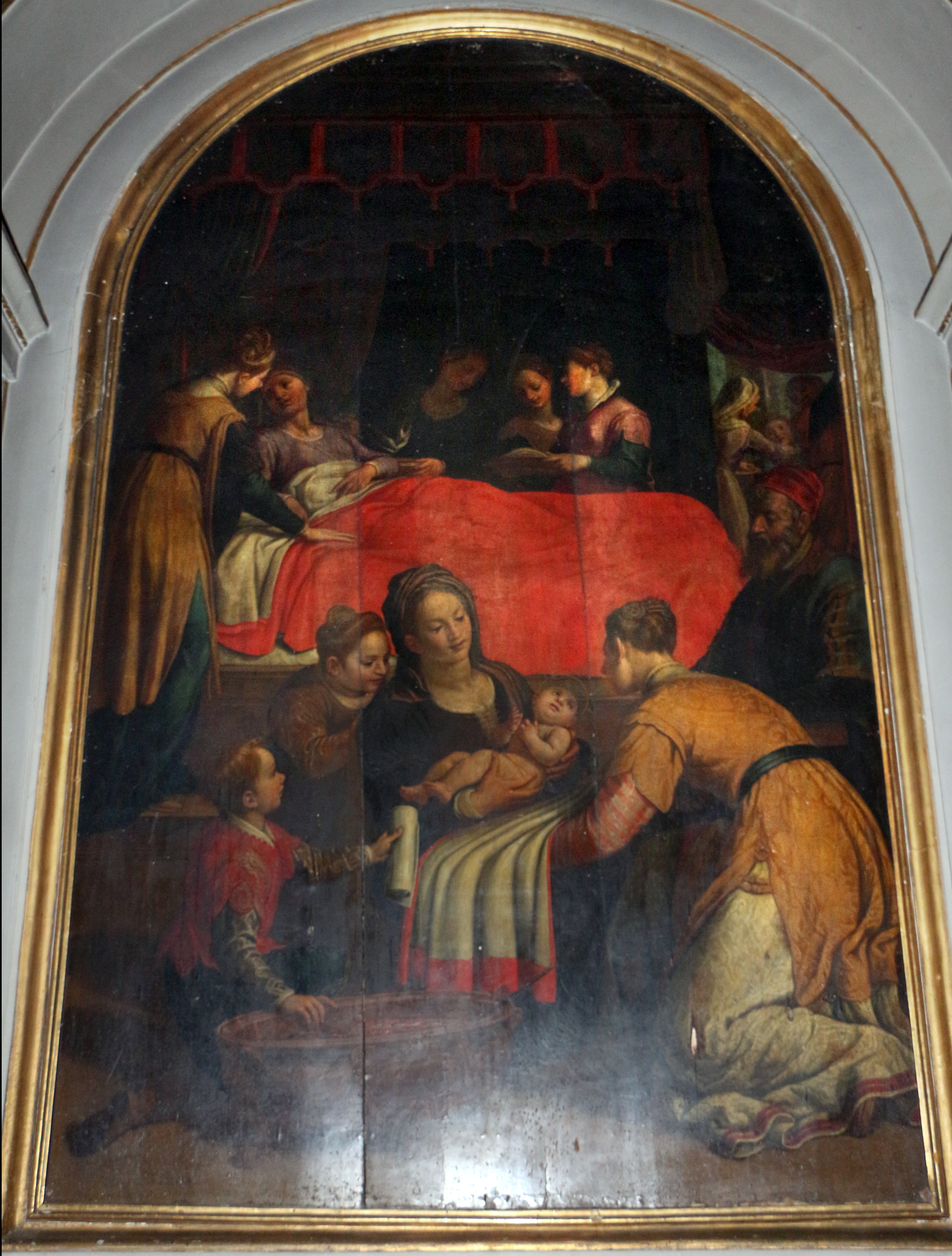
A. Чампелли. Рождество Марии. 1593. Дерево, масло